# Aleksander Čeferin
Aleksander Čeferin (Liubliana, 13 de outubro de 1967) é um advogado esloveno e dirigente desportivo. Entre 2011 e 2016 foi presidente da Associação de Futebol da Eslovênia e, desde 14 de setembro de 2016, é presidente da UEFA.

## Carreira
Depois de se licenciar na faculdade de Direito da Universidade de Ljubljana, Čeferin ingressou no escritório de advogados da sua família, onde ganhou especial interesse pela representação de atletas e clubes profissionais. Mais tarde substituiu o pai como director da firma. O seu irmão Rok é actualmente Vice-Presidente do Tribunal Constitucional da República da Eslovénia, para o qual foi inicialmente eleito como juiz em 2019. A sua irmã Petra é arquiteta e professora na Faculdade de Arquitectura da Universidade de Ljubljana. 

### Cargos administrativos
Čeferin interessou-se pelo futebol local em 2005, através do trabalho desenvolvido com a direção do clube de futsal FC Litija. Além de membro do comité executivo do clube amador FC Ljubljana Lawyers desde 2005, foi também dirigente no NK Olimpija Ljubljana, entre 2006 e 2011. Em 2011, Čeferin foi eleito Presidente da Federação de Futebol da Eslovénia. Também foi segundo e terceiro vice-presidente do Comité Jurídico da UEFA, entre 2011 e 2016.

### Presidência da UEFA
Em setembro de 2016, Čeferin foi eleito sétimo Presidente da UEFA, tornando-se automaticamente vice-presidente da FIFA. Recolheu 42 votos no Congresso da UEFA realizado em Atenas, vencendo o holandês Michael van Praag, que conseguiu apenas treze votos. Čeferin viu aprovado o manifesto presidencial, uma campanha centrada na necessidade da UEFA em adotar reformas de boa governação e restantes propostas, no 41.º Congresso Ordinário da UEFA em Helsínquia, em abril de 2017. As reformas incluíam a introdução da limitação de mandatos para presidentes da UEFA e membros do Comité Executivo da UEFA, e a condição de que candidatos a membros do Comité Executivo devem exercer um cargo (presidente, vice-presidente, secretário-geral ou diretor-geral) na respetiva federação.
Uma das prioridades iniciais de Čeferin foi melhorar o equilíbrio competitivo no futebol europeu e reduzir as diferenças entre os clubes de elite e os restantes. A sede da UEFA em Nyon recebeu várias reuniões com todas as partes interessadas para definir uma estratégia e explorar as opções disponíveis. Čeferin prometeu fortalecer as medidas do Fair-Play Financeiro da UEFA (FFP), em vigor desde 2009 e supervisionou as alterações nos regulamentos para o novo ciclo competitivo 2018-21. Graças ao FFP, os clubes europeus reportaram lucros de 600 milhões de euros em 2017, em comparação com as perdas totais de 1 700 000 de euros em 2011.
Outras alterações estatutárias aprovadas no Congresso de Helsínquia, contemplavam o fortalecimento da UEFA Governance and Compliance Committee com o acréscimo de dois membros independentes e a cedência de dois lugares no Comité Executivo da UEFA para membros da Associação Europeia de Clubes (ECA).  Um representante das Ligas Profissionais de Futebol Europeias (EPFL) foi posteriormente adicionado ao Comité Executivo em fevereiro de 2018 no 42.º Congresso Ordinário da UEFA em Bratislava.
Tendo como objetivo consolidar a comunicação e colaboração com os intervenientes chave do futebol, Čeferin procurou reforçar laços com membros do Parlamento Europeu, Conselho da Europa e Comissão Europeia. O investimento no futebol de formação e na associação de futebol feminino também têm estado no centro do mandato do Čeferin. A UEFA anunciou subsídios recorde para o desenvolvimento do futebol no 42.º Congresso Ordinário em fevereiro de 2018, e também se comprometeu a aumentar o financiamento de projetos de desenvolvimento do futebol feminino em 50% em outubro de 2018. Čeferin supervisionou ainda a assinatura do primeiro acordo de patrocínio da UEFA inteiramente dedicado ao futebol feminino em dezembro de 2018.
A 7 de Fevereiro de 2019, Čeferin foi reeleito por unanimidade para um novo mandato de quatro anos, no 43.º Congresso Ordinário da UEFA em Roma. Durante o seu discurso de tomada de posse, reforçou a mensagem de união para assegurar que "o futebol europeu permanece unido, que o futebol europeu permanece respeitoso, respeitável e respeitado, e que o futebol europeu continue a demonstrar solidariedade e a trazer esperança".
Quando a época 2019-20 foi interrompida devido à pandemia da COVID-19, a UEFA conseguiu concluir todas as suas competições de clubes seniores sob a gestão de Čeferin, visto que os torneios no formato de “final-eight” foram concluídos com sucesso na Liga dos Campeões, Liga Europa, e Liga dos Campeões Feminina em Portugal, Alemanha e Espanha, respetivamente.
Čeferin recusou sempre a criação de uma "superliga" independente e garantiu que isso nunca aconteceria na sua presidência. A 19 de abril de 2021, depois da proposta da Superliga Europeia ter sido oficializada, Čeferin ameaçou os clubes fundadores com possíveis sanções numa conferência de imprensa em Montreux. A 20 de abril, Čeferin convenceu os proprietários e presidentes dos clubes dissidentes, especialmente os ingleses, a mudar de ideia. No seu discurso no 45.º Congresso Ordinário da UEFA, disse: “Cavalheiros, cometeram um erro enorme. Alguns dirão que é ganância, outros que é desrespeito, arrogância, falta de seriedade ou total ignorância da cultura do futebol inglês. Isso não importa. O que importa é que ainda há tempo para mudar de ideias. Todos cometem erros”. Após o pedido de Čeferin e de vários protestos de adeptos no Reino Unido, a maior parte dos clubes envolvidos na Super Liga desistiram do projeto, que colapsou três dias depois de ser anunciado.
A 24 de Novembro de 2021, o Parlamento Europeu votou contra as competições desportivas alternativas após o projeto abortado da Superliga. Os eurodeputados disseram querer que a cultura desportiva europeia "esteja alinhada com os valores da UE de solidariedade, sustentabilidade, inclusão para todos, competição aberta, mérito desportivo e justiça". O Parlamento Europeu disse que as competições concorrentes desvalorizam os princípios da UE e "põem em perigo a estabilidade do ecossistema desportivo global".

## Filantropia
Čeferin foi eleito presidente da UEFA Foundation for Children em novembro de 2017, substituindo o antigo presidente da Comissão Europeia José Manuel Durão Barroso. A UEFA Foundation for Children apoia projetos humanitários em todo o mundo ligados aos direitos da criança em áreas como a saúde, educação e integração. Também em novembro de 2017, Čeferin aderiu ao movimento de beneficência Common Goal, comprometendo-se a dar 1% do seu salário aos projetos de caridade da organização. Sobre o movimento, Čeferin disse: "Acredito firmemente que o futebol tem o poder de mudar o mundo e fui inspirado pelo Juan Mata a aderir ao movimento do Common Goal. Apelo à família do futebol - jogadores, treinadores, clubes e ligas - para mostrarem que se preocupam com a responsabilidade social e façam doações a causas em que acreditam".

## Condecorações
Em 2016, Čeferin foi eleito personalidade desportiva do ano pelo jornal desportivo esloveno Ekipa SN. Esta foi a nona edição do prémio, que é votada por jornalistas e leitores de jornais. Em janeiro de 2019, SportsPro Media incluiu Čeferin na lista exclusiva das pessoas mais influentes da indústria do desporto. Foi também distinguido como uma das pessoas do ano pelo World Soccer na sua primeira edição em 2019.
Em setembro de 2021, Čeferin foi nomeado "2021 Best Executive" pelos prémios da World Football Summit (WFS), "em reconhecimento pela sua liderança exemplar no combate à Superliga Europeia e na realização de um campeonato UEFA Euro 2020 extremamente bem-sucedido durante uma pandemia global". Os juízes dos Prémios WFS reconheceram o papel inspirador da gestão de Čeferin enquanto a UEFA enfrentava um período de desafios único para a organização e para o mundo do futebol como um todo.

## Vida pessoal
Čeferin é casado com Barbara e é pai de três raparigas. É fluente em esloveno, servo-croata, italiano e inglês. Cresceu enquanto adepto do Hajduk Split. Čeferin é cinturão negro do 4.º Dan no Karate Shotokan. É também adepto de desportos motorizados e já atravessou o deserto do Saara cinco vezes: quatro de carro e uma de mota. Na adolescência, Čeferin esteve ao serviço do Exército Popular Jugoslavo em 1986 e, mais tarde, como soldado de Defesa Territorial da Eslovénia na Guerra da Independência da Eslovênia em 1991.